# العلاقات الجزائرية المارشالية
العلاقات الجزائرية المارشالية هي العلاقات الثنائية التي تجمع بين الجزائر وجزر مارشال.

## مقارنة بين البلدين
هذه مقارنة عامة ومرجعية للدولتين:
| وجه المقارنة                                              | الجزائر                      | جزر مارشال                     |
| --------------------------------------------------------- | ---------------------------- | ------------------------------ |
| المساحة (كم2)                                             | 2.38 مليون                   | 181                            |
| عدد السكان (نسمة)                                         | 38.81 مليون                  | 53.13 ألف                      |
| الكثافة السكانية (ن./كم²)                                 | 16.31                        | 29.35 ألف                      |
| العاصمة                                                   | الجزائر                      | ماجورو                         |
| اللغة الرسمية                                             | اللغة العربية، لغات أمازيغية | لغة إنجليزية، اللغة المارشالية |
| العملة                                                    | دينار جزائري                 | دولار أمريكي                   |
| الناتج المحلي الإجمالي (بليون دولار)                      | 170.37 مليار                 | 199.40 مليون                   |
| الناتج المحلي الإجمالي (تعادل القوة الشرائية) بليون دولار | 582.63 مليار                 | 207.25 مليون                   |
| الناتج المحلي الإجمالي الاسمي للفرد دولار أمريكي          | 4.21 ألف                     | 3.38 ألف                       |
| الناتج المحلي الإجمالي للفرد دولار أمريكي                 | 14.19 ألف                    | 3.80 ألف                       |
| مؤشر التنمية البشرية                                      | 0.745                        |                                |
| رمز المكالمات الدولي                                      | +213                         | +692                           |
| رمز الإنترنت                                              | .dz                          | .mh                            |
| المنطقة الزمنية                                           | ت ع م+01:00                  | ت ع م+12:00                    |

## منظمات دولية مشتركة
يشترك البلدان في عضوية مجموعة من المنظمات الدولية، منها:
| علم المنظمة | اسم المنظمة                   | تاريخ انضمام الجزائر | تاريخ انضمام جزر مارشال |
| ----------- | ----------------------------- | -------------------- | ----------------------- |
|             | البنك الدولي للإنشاء والتعمير | 26 سبتمبر 1963       | 21 مايو 1992            |
|             | يونسكو                        | 15 أكتوبر 1962       | 30 يونيو 1995           |
|             | الاتحاد الدولي للاتصالات      | 3 مايو 1963          | 22 فبراير 1996          |
|             | مؤسسة التمويل الدولية         | 23 سبتمبر 1990       | 23 سبتمبر 1992          |
|             | منظمة الشرطة الجنائية الدولية | ?                    | ?                       |
|             | الأمم المتحدة                 | 8 أكتوبر 1962        | 17 سبتمبر 1991          |
|             | مؤسسة التنمية الدولية         | 26 سبتمبر 1963       | 19 يناير 1993           |
|             | منظمة حظر الأسلحة الكيميائية  | ?                    | ?                       |

## وصلات خارجية
- موقع وزارة الخارجية الجزائرية